# Ali M'Madi
Ali M'Madi (Marselha, 21 de abril de 1990) é um futebolista comorense que atua como atacante ou ponta. Atualmente joga pelo Colmar.

## Carreira
Tendo jogado nas categorias de base de ES Vitrolles, Cannes e Lens, M'Madi fez sua estreia profissional no Évian Thonon Gaillard, em 2009, quando a equipe disputava a terceira divisão francesa. Ainda sob contrato com  Les Roses, jogou por empréstimo no Gazélec Ajaccio durante uma temporada. Chegou a ser reintegrado ao time B do Evian antes de voltar ao time da Córsega em 2014, tendo conquistado dois acessos consecutivos.
Teve ainda passagens por Grenoble, CR Al Hoceima (Marrocos), Villefranche, Andrézieux, Tours e Épinal.
Em julho de 2024, assinou com o Colmar, equipe do National 2 (quarta divisão francesa).

## Carreira internacional
Nascido em Marselha, M'Madi representou Comores em nível internacional, tendo feito em outubro de 2010 contra Moçambique, em jogo válido pelas eliminatórias da Copa das Nações Africanas de 2012.
Disputou a Copa Africana de 2021, que foi realizada em 2022 em decorrência da pandemia de COVID-19.. Disputaria apenas uma partida na surpreendente campanha dos Celacantos (que avançaram para as oitavas-de-final), contra Camarões (país-sede), mas não evitou a derrota por 2 a 1. Sua última partida pela seleção foi em setembro de 2023, no empate por 1 a 1 com a Zâmbia. Com 34 jogos, M'Madi é o décimo jogador que mais defendeu Comores na história, não tendo feito nenhum gol.

## Títulos
Evian Thonon Gaillard
- Ligue 2: 2010–11
- Championnat National: 2009–10